# Del modo di trattare i popoli della Valdichiana ribellati
Del modo di trattare i popoli della Valdichiana ribellati (em italiano:  Del modo di trattare i popoli della Valdichiana ribellati) é uma obra de 1503 de Nicolau Maquiavel.
Em 1503, um ano depois de suas missões a Cesare Borgia, Maquiavel escreveu uma pequena obra, Del modo di trattare i sudditi della Val di Chiana ribellati (A caminho de lidar com os súditos rebeldes de Valdichiana). nesta obra, ele contrasta os erros de Florença com a sabedoria dos antigos romanos. Maquiavel declara que ao lidar com povos rebeldes, como em Valdichiana, o governante deve aplacá-los ou eliminá-los.
Maquiavel também testemunhou a sangrenta vingança de Borgia contra seus capitães amotinados na cidade de Sinigaglia (31 de dezembro de 1502), escrevendo mais tarde um relato famoso. Em muitos de seus primeiros escritos, Maquiavel argumenta que “não se deve ofender um príncipe e depois depositar fé nele”.